# 库斯科王国
库斯科王国（英語：Kingdom of Cusco或Cuzco，克丘亚语：Qosqo或Qusqu），是一个位处安第斯山脉的小王国。其於12世纪由印加人所建立成为小城邦，之后随着时间推移，通过不断的战争或和平同化的进程，其不断扩张，然而最终被印加帝国继承。明代《坤輿萬國全圖》稱之為“故私哥國”。

## 历史

### 早期
在12世纪左右，库斯科地区的印加人在曼科·卡帕克的领导下，建立起游牧部落社会。随后建立起疆域很小的库斯科城邦制国家。
1438年，印加人在萨帕·印卡（君主的称衔）帕查库特克的领导之下，开始大肆扩张疆域。其征服的领土面积相当於18世纪后半叶北美在美国革命后的十三殖民地，并几乎将安第斯山脉纳入境内。

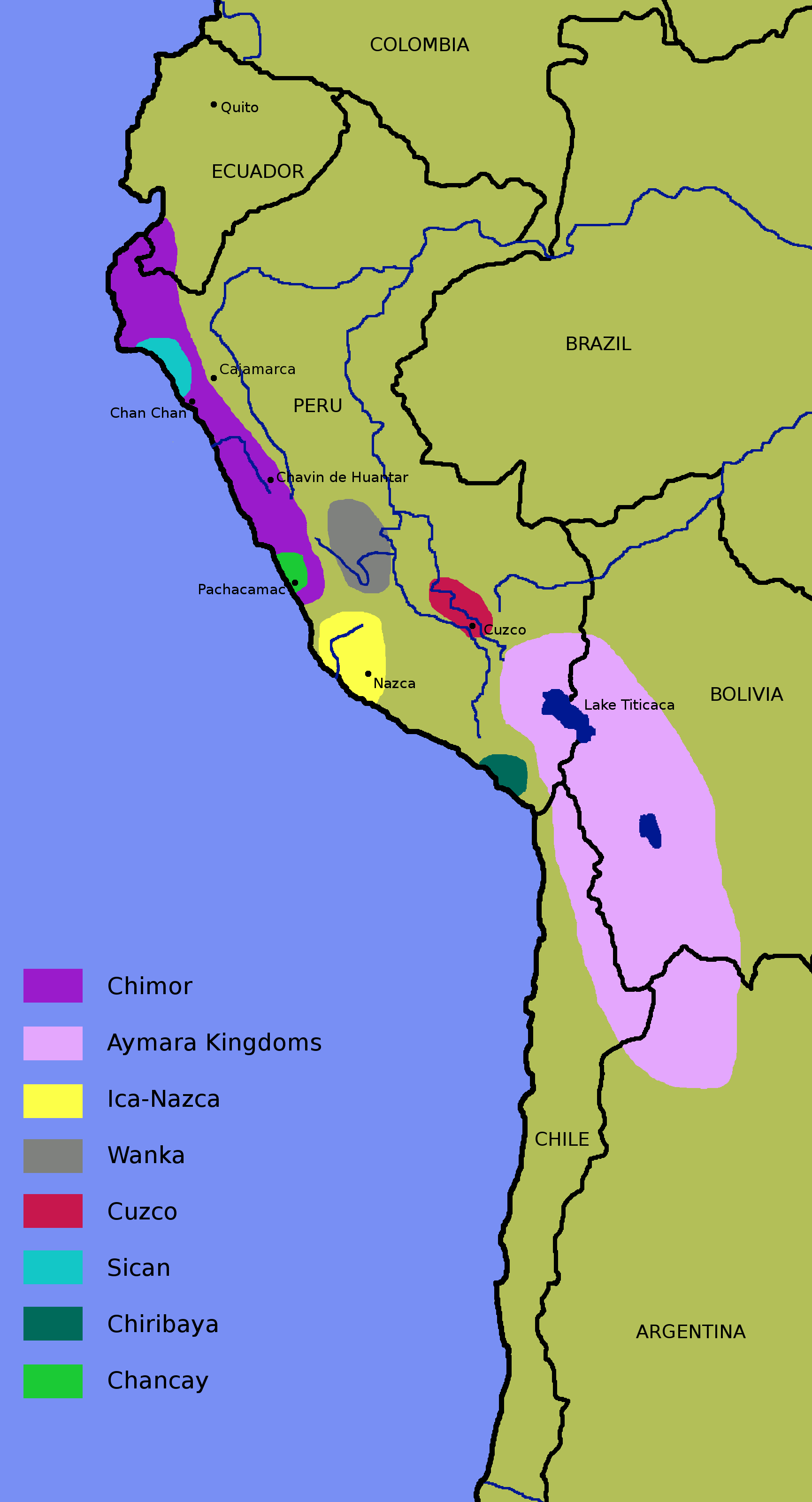
1438年的库斯科王国疆域，地图中的红色区域

随之帕查库特克将库斯科王国重组成印加帝国，实行联邦制。国家政府由印加人主导的中央政府以及四大地方行政区政府组成，四大行政区分别为：北方的钦察苏尤、东方的安蒂苏尤、西方的孔蒂苏尤、南方的科利亚苏尤。而后，帕查库特克开始着手建设马丘比丘城。

### 萨帕·印卡
萨帕·印卡，意为大统治者，是古代印加帝国君主的称衔。
库斯科王国第一王朝的萨帕·印卡依序是：曼科·卡帕克、辛奇·罗卡、略克·尤潘基、迈塔·卡帕克、卡帕克·尤潘基。库斯科王国国家组织的存在可以追溯到1200年左右。但鲜为人知的是经年以后，由于统治者的名字产生的影响，“卡帕克”（cápac）、“辛奇”（sinchi）分别被追加了“战神”及“领导者”的含义。
在西班牙人发现印加帝国前很长的一段时间里，印加文明作为一个小型的中央集权国家，最终扩张成为了沿南美洲西海岸而建立的帝国，国土疆域之广大涵盖了现今的哥伦比亚到智利。印加文明的影响力从库斯科王国偏据于秘鲁南部的一小片区域，迅速蔓延成长。

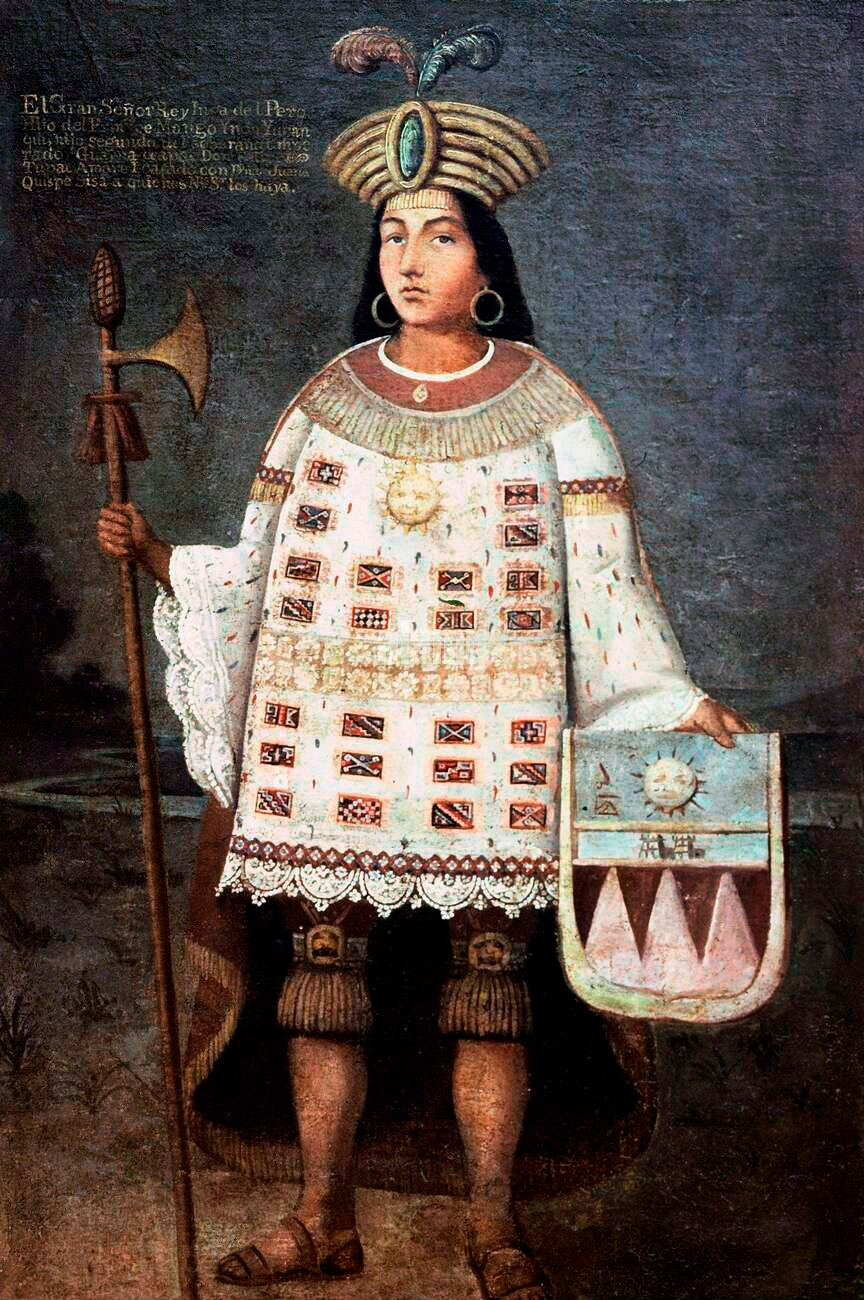
新印加王国最后一位萨帕·印卡图帕克·阿马鲁

### 帝国之初

#### 迈塔·卡帕克
迈塔·卡帕克是库斯科王国的第四任萨帕·印卡，於1290年左右继位。他在位期間，先後征服了的的喀喀湖邊的德薩瓜德羅河、蒂亚瓦纳科、阿通帕卡薩、查尔卡斯，以及孔蒂蘇尤、阿雷基帕一帶。

### 文明沦陷

#### 图帕克·阿马鲁
图帕克·阿马鲁是新印加王国最后一位萨帕·印卡。在兄长蒂图·库西1571年去世之后，他率领残余的印加人民与西班牙人对抗，最后兵败被杀。

## 脚注
1. ↑  Covey, Alan R.; Southern Methodist University. . Comparative Studies in Society and History. 2006年1月, 48 (1): pp.169–199. doi:10.1017/s0010417506000077.
2. ↑  印卡·加西拉索·德拉維加《印加王室述評》，168-188頁。